# جون لو كاريه
جون لو كاريه، (بالإنجليزية: John le Carré) هو الاسم المستعار للكاتب الدولي للكتب الأكثر مبيعا ديفيد جون مور كورنويل (بالإنجليزية: David John Moore Cornwell)، عن رواياته التي تركز على البيئات السياسية، والتجسس، من عصر الحرب الباردة. وقد ولد في 19 أكتوبر 1931، في بول، دورست، المملكة المتحدة، إنجلترا.

## الاستخبارات
بدأ جون لو كاريه، دراسة اللغات الأجنبية، في جامعة برن، سويسرا في عام 1948 إلى عام 1949.
انضم إلى سلاح الاستخبارات، في الجيش البريطاني في عام 1950، وكان بمثابة محقق اللغة الألمانية في النمسا.
كانت وظيفته، تكمن بمقابلة الناس، الذين عبروا «الستار الحديدي» إلى الغرب، من أجل أن جمع معلومات استخباراتية منهم.
عاد بعد سنتين، إلى المملكة المتحدة، ودرس في كلية جامعة أكسفورد.
بالإضافة إلى الدراسة، كان يعمل سرا لجهاز الأمن البريطاني، التجسس على مجموعات أقصى اليسار، والحصول على معلومات عن وكلاء السوفيات المحتملين.
تزوج من أمراة تدعى «اليسون شارب» في عام 1954. تخرج من جامعة أكسفورد عام 1956، ثم عمل أستاذا الفرنسية والألمانية، في كلية ايتون في بيركشاير لمدة عامين.
بعد هذين العامين، أصبح ضابطا في جهاز الأمن البريطاني وفي عامين آخرين في 1960 نقل إلى "MI6" جهاز الاستخبارات البريطاني، الأستخبارات الخارجية البريطانية.
عمل لو كاريه في السفارة البريطانية في بون وهامبورغ ألمانيا حتى عام 1964, عندما أصبح هويته غطاء كشفت لجهاز المخابرات في الأتحاد السوفييتي " KGB قبل رفيع المستوى ضابط المخابرات البريطاني الذي انشق. ترك جهاز الأمن السري من أجل أن يصبح روائي بدوام كامل بعد ذلك والنجاح روايته الثالثة. وقد عاش في دورست المملكة المتحدة في السنوات الأربعين الماضي.
بدا في كتابة روايته الأولى بعنوان «دعوة للالموتى» بينما كان يعمل مع جهاز الأمن البريطاني، ونشر الكتاب في عام 1961، تحت اسم مستعار جون لو كاريه.. كان هذا هو الاسم الذي كان يستخدم سنوات عمله لحساب جهاز المخابرات البريطانية في أوروبا القارية.
خلال حياته المهنية كتب أكثر من عشرين كتابا والعديد منهم تم تكييف في الفيلم. تركز كثير من رواياته حول التشويق والتوتر من التجسس الحرب البارد، لكنه كتب أيضا الغموض والرومانسية والروايات الجريمة. أعماله الأكثر شهرة منها «الجاسوس الذي جاء من البرد» (1963)، «المصلح، خياط، جندي، جاسوس» (1974) سمكري خياط جندي جاسوس (فيلم) ، «البيت روسيا» (1989)، «وخياط بنما» (1996)، و«غاردنر ثابت» (2001) البستاني المخلص.

## أسلوب الكتابة
أنه لمن المهم مناقشة أسلوب الكتابة ومواضيع روايات جون لو كاريه لانها تخرج عن ما ينظر إليه عادة بوصفه قصة مثيرة. بدلا من الأعتماد على العمل البدني والمعنوي اليقين في قصة، لو كاريه تتميز القصص المثرية «غير البطولية الموظفين السياسيين الذين هم على بينة من الغموض الأخلاقي لعملهم». تشارك الروايات في أكثر الدراما النفسية بدلا من الدراما المادية.
أصبح كتابه الثالث «الجاسوس الذي جاء من البرد» (1963) منظمة دولية وأكثر الكتب مبيعا ويزال حتى اليوم، وفقاً لمصدر عديدة، وحدة من أعظم الروايات تجسس 4la الإطلاق مكتوب. تركز هذا الكتاب، مثل كل من أعماله على الصراع الداخلي بدلا من الخارجي الصراع.

## السياسة الشخصية
في كانون الثاني (يناير) 2003، أي قبل شهرين من الغزو الأمريكي على العراق، نشرت صحيفة التايمز، مقال لو كاري، بعنوان «لقد جن جنون الولايات المتحدة» ينتقد فيه، تصعيد حرب العراق ورد الرئيس جورج دبليو بوش، على الهجمات الإرهابية في 11 سبتمبر 2001، داعياً إنها «أسوأ من الكارثية، وأسوأ من خليج الخنازير، وعلى المدى الطويل، قد تكون كارثية أكثر من حرب فيتنام» و«أبعد من أي شيء كان أسامة بن لادن يأمل فيه في أحلامه الشريرة».
ساهم لو كاريه، في إصدار عدد من المقالات السياسية، بعنوان (ليس موت واحد آخر) (2006). ومن بين المساهمين الآخرين ريتشارد دوكينز، وبريان إينو، وميشيل فابر، وهارولد بينتر، وهيفا زنغانا.

## روابط خارجية
- جون لو كاريه على موقع IMDb (الإنجليزية)
- جون لو كاريه على موقع الموسوعة البريطانية (الإنجليزية)
- جون لو كاريه على موقع مونزينجر (الألمانية)
- جون لو كاريه على موقع ألو سيني (الفرنسية)
- جون لو كاريه على موقع ميوزك برينز (الإنجليزية)
- جون لو كاريه على موقع أول موفي (الإنجليزية)
- جون لو كاريه على موقع قاعدة بيانات الأفلام السويدية (السويدية)
- جون لو كاريه على موقع إن إن دي بي (الإنجليزية)
- جون لو كاريه على موقع ديسكوغز (الإنجليزية)
- جون لو كاريه على موقع قاعدة بيانات الفيلم (الإنجليزية)